# Suzdalski kremelj
Suzdalski kremelj (rusko Суздальский кремль) je najstarejši del mesta Suzdal v Rusiji, ki datira v 10. stoletje. Tako kot drugi ruski kremlji je bil tudi ta prvotno trdnjava ali citadela, ki je bila versko in upravno središče mesta. Najbolj znano je mesto po cerkvi Marijinega rojstva.
Skupaj z več stavbami v sosednjem mestu Vladimir je bil leta 1992 uvrščen na seznam svetovne dediščine UNESCO.

## Zgodovina
Na prelomu iz 10. v 11. stoletje je bila na mestu prejšnjega naselja zgrajena starodavna trdnjava Suzdal. Po površini je bila bistveno manjša od kasnejših utrdb, stala je v severozahodnem delu sodobnega Suzdalskega Kremlja in jo je varoval nizek nasip s palisado in trojnim jarkom. Med zatiranjem upora modrecev leta 1024 s strani Jaroslava Modrega so utrdbe požgali, a kmalu so jih po knežjem ukazu obnovili in razširili. Zgrajena so bila nova obzidja, ki so ločevala ovinek reke Kamenka od celine, zaradi česar je Suzdalski Kremelj dobil svoje sodobne meje. Obzidje starodavne trdnjave, ki je postalo nepotrebno, so poravnali. V letih 1101–1102 so pod Vladimirjem Monomahom talni nasip dopolnili z nasipom vzdolž brega reke Kamenka, lesene stene pa so obnovili. Dolžina obroča zemeljskih nasipov je bila 1400 m. Znotraj citadele je bila po podobi in podobnosti cerkve Marijinega vnebovzetja Kijevsko-pečerske samostanske stavbe zgrajena iz podstavka, ob kateri je bilo leseno knežje dvorišče. V trdnjavi je bila tudi škofova rezidenca in knežje spremstvo. Leta 1107 so suzdalske utrdbe vzdržale obleganje Volških Bolgarov.
Med vladavino Jurija Dolgorokega se je Suzdal kot glavno mesto razširil in dobil drugo obrambno linijo (obročni mestni obroč), ki je varovala mestna naselja in pokrivala ozemlje vzhodno in severovzhodno od citadele. Utrdbe so sestavljali jarek (globina 6-8 m, širina 16-18 m) in nasip (višina 3-5 m, širina 10-19 m), ki je temeljil na brunaricah. Obzidje je bilo kronano z lesenim zidom s stolpi. Skupna površina utrjenega ozemlja Suzdala je dosegla 3355 m2, zaradi česar je bila to največja trdnjava v severovzhodni Rusiji. Leta 1148 se je prejšnja cerkev s podstavkom v citadeli zrušila in na njenem mestu so zgradili novo iz belega kamna. Knez Andrej Bogoljubski, ki ni maral suzdalskih bojarjev, je prestolnico kneževine in svojo rezidenco preselil v Vladimir. Leta 1192 so po ukazu Vsevoloda Velikega Gnezda ponovno podrli dotrajane zidove. Med vladavino kneza Jurija Vsevolodoviča se je stolp cerkve Marijinega vnebovzetja zrušil, nakar so jo razstavili do nivoja prvega nadstropja, jo leta 1222 obnovili in ponovno posvetili kot cerkev Marijinega rojstva.
Leta 1238 so Mongoli zavzeli in požgali Suzdal, a je kasneje postal središče novo ustanovljene Suzdalske kneževine. Leta 1293 je Suzdal opustošila Dudenevova vojska. Po ustanovitvi Nižnjenovgorodsko-suzdalske kneževine leta 1341 je knez Konstantin Vasiljevič preselil svojo rezidenco v Nižni Novgorod. Leta 1445 so po bitki pri Suzdalu mesto požgali kazanski Tatari. Med požarom so se oboki cerkve Marijinega rojstva ponovno zrušili in obnovljena je bila šele leta 1530. Pod Ivanom III. so obzidje zasuli in lesene zidove obnovili.
V obdobju težav je Suzdal postal trdnjava podpornikov Lažnega Dmitrija II. Leta 1609 je rusko-švedskemu odredu vojske Mihaila Skopina-Šujskega, ki je poskušal osvoboditi mesto, uspelo zavzeti Zemljanoy Gorod, toda Aleksander Józef Lisowski, ki se je naselil v Kremlju, je izvedel napad in pregnal oblegovalce. Po Lisovskem odhodu je Suzdal podpiral Prvo milico Prokopija Ljapunova, vendar so ga poljsko-litovski napadalci oblegali in leta 1611 prestal šestmesečno obleganje. Kasneje je mesto leta 1615 odbilo napade Lisowskega in leta 1618 zaporoških kozakov hetmana Sahajdačnega.
V 17. stoletju je Suzdal ohranil svoja tradicionalna dva pasova utrdb. Kremelj je bil razsekano mesto in je imel nepravilen štirikotni tloris z zaobljenimi jugovzhodnimi in jugozahodnimi vogali. Na talni strani je bil jarek globok 8,5 m in širok 20–35 m. Zemeljski nasip, ki ga je obdajal, je bil visok 3,2–8,5 m in širok pri vznožju 18–25 m. Še posebej močno je bilo s strani pristopa s kopna. Obzidje je bilo okronano z lesenimi zidovi s stolpi, ki so jih zadnjič posekali leta 1677, da bi nadomestili dotrajane. Skupna dolžina kremeljskega obzidja je bila 1395 m. Dva vhoda v Kremelj sta bila v šesterokotnih stolpih - Iljinski in Dmitrovski, ki sta bila najvišja stolpa Kremlja (višina približno 30 m). Šotor Iljinskih vrat je bil okronan s podobo dvoglavega orla, Dmitrovska vrata pa s podobo jezdeca na konju. Preostali stolpi so bili štirikotni, visoki do 23,5 m, in so imeli še dva prehoda (v stolpih Nikolska in Lebjaži). Od stolpa Tajnična je do Kamenke vodil podzemni prehod - skrivališče, ki je služilo kot oskrba z vodo. V središču Kremlja sta bili kamniti stavbi cerkve Marijinega rojstva in škofovskega dvora. Preostale stavbe v Kremlju so bile lesene: guvernerjevo sodišče, ustna koča, zapor, dvorišča največjih samostanov in oblegovalna dvorišča lokalnih knezov in posestnikov, plemičev in bojarskih otrok. Obstajali sta dve župnijski cerkvi (Marijino vnebovzetje in Afanasjevska), pa tudi Nikolski samostan z dvema cerkvama. Mesto je bilo upravljano iz upravne stavbe, kjer so sedeli uradniki in poduredniki.
Leta 1719 je v Kremlju izbruhnil požar, ki je uničil večino mesta ter dotrajane trdnjavske zidove in stolpe, ki niso bili nikoli obnovljeni. Danes ima Suzdalski Kremelj ohranjene zemeljske nasipe in jarke, več cerkva in ansambel škofovskega dvorišča s starodavno cerkev Marijinega rojstva.

## Cerkev Marijinega rojstva
Zgrajena je bila v letih 1222–1225 iz tufastega apnenca (nizkokakovostnega belega kamna) in stoji na mestu templja s podnožjem iz časa Vladimirja Monomaha. Tudi sedanja cerkev se nam ni ohranila v svoji prvotni obliki. Spodnji del stavbe iz 13. stoletja je ohranjen, omejen z arkadnim pasom, nad katerim so v 16. stoletju položili zidove, vendar ne več iz belega kamna, temveč iz opeke. Starodavni del je bogato okrašen z rezbarijami iz gladko rezanega belega kamna. Fasade so okrašene s figurami levov, ženskimi maskami in zapletenimi okraski.
Nasproti južne fasade cerkve je bil leta 1635 zgrajen zvonik, ki ga je krasil visok osmerokotni šotor. Konec 17. stoletja so na njem namestili zvončke, na katerih so ure označene s črkami. Cerkev, sobe in zvonik, ki so z njimi povezani s prehodom, tvorijo zaprto slovesno dvorišče.

## Škofovska palača
Kompleks škofovske palače je nastal v 15. do 18. stoletju kot stanovanjska stavba za suzdalske cerkvene voditelje. Glavna stavba je tesno povezana s cerkvijo, tako po kompoziciji kot v vsakdanjem življenju. Od sredine 20. stoletja je v palači muzej. Platon (Levšin) je o teh sobanah pisal leta 1792:

Lokacija kraja je povprečna, obdana z stavbami, vendar je hiša starodavna, ne majhna, in zaradi svoje starodavnosti daje pomemben videz ter je primerna za škofovsko rezidenco; v njej je dovolj sob; dvorana je dolga 10 sežnjev in široka 8 sežnjev, brez stebra, prostor takšne velikosti, da v antiki skoraj ni obstajal, vendar je škoda, da je bil pred kratkim pregrajen in s tem zmanjšan, in karkoli je bilo na njem posebnega, je bilo s tem odvzeto.

## Galerija
- Cerkev marijinega rojstva
- Notranjost cerkve
- Škofovska palača
- Cerkev sv. Nikolaja s šotorsko streho
- Lesena cerkev sv. Nikolaja